# Great Houghton (Northamptonshire)
Great Houghton è un villaggio e parrocchia civile dell'Inghilterra, appartenente alla contea del Northamptonshire.